# Drapelul Austriei
Drapelul Austriei are trei benzi orizontale de culoare roșie, albă și roșie.

## Istorie

Drapelul civil în raport de: 2:3

Drapelul de stat: 2:3

Alături de drapelul danez, drapelul austriac este considerat unul din cele mai vechi din lume
În conformitate cu legenda, drapelul a fost conceput de ducele Leopold al V-lea al Austriei (1157–1194) în timpul unei lupte înverșunate din vremea cruciadelor. După bătălia de la Acra, hainele sale albe pe care le purtase în luptă erau complet îmbibate cu sânge și atunci când și-a scos centura, materialul de dedesubt rămăsese alb. Impresionat de această imagine el a adoptat aceste culori ca drapel de luptă. Împăratul Henric al VI-lea, pentru vitejia dovedită de Leopold în bătălie, i-a acordat dreptul de a folosi culorile „roșu-alb-roșu” ca steag. Aceasta este una dintre legendele legate de apariția drapelului Austriei.
De fapt, drapelul a fost stabilit în secolul al XIII-lea de Frederic al II-lea al Austriei (1210–1246), ultimul cârmuitor din dinastia Babenberg. Frederic dorea un grad mai ridicat de independență în raport cu împăratul Sfântului Imperiu Roman. Probabil în acest scop, el a conceput și o nouă stemă. Cea mai veche sursă pentru noul drapel se află la Mănăstirea Lilienfeld (Austria Inferioară) datează de la 30 noiembrie 1230.